# Neocalaphodius moestus
Neocalaphodius moestus är en skalbaggsart som beskrevs av Fabricius 1801. Neocalaphodius moestus ingår i släktet Neocalaphodius och familjen Aphodiidae. Inga underarter finns listade i Catalogue of Life.